# Membracis flaveola
Membracis flaveola är en insektsart som beskrevs av Gmelin. Membracis flaveola ingår i släktet Membracis och familjen hornstritar. Inga underarter finns listade i Catalogue of Life.